# 古市胤重
古市 胤重（ふるいちたねしげ）は、江戸時代前期の加賀藩士。通称は左近。若くして2代藩主・前田利常から俸禄3,630石で召し抱えられたが、利常の死後は殉死した。

## 生涯

### 利常への奉公

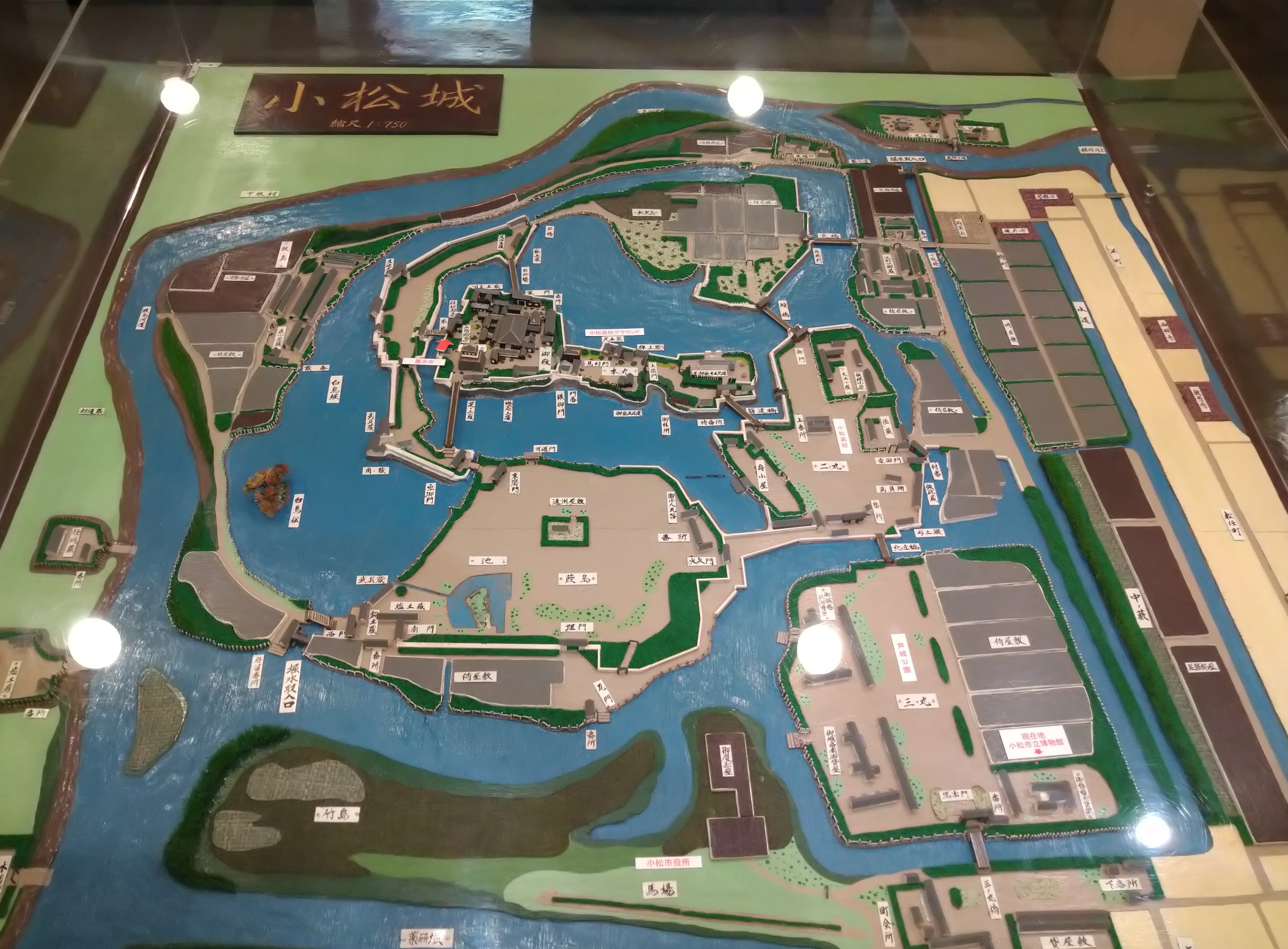
小松城俯瞰図

1640年（寛永17年）6月、江戸で隠居中であった前田利常が、隠居城として再築された小松城へ入城する際、本丸の西を囲む中土居に引っ越した家臣に古市左近の名が現れる。
1642年（寛永19年）7月、加賀の小松町（現：小松市）全域の橋詰めで踊り（相撲など）が流行っているという噂を耳にした利常が、何事もないように古市左近に警護を命じた。
1650年（慶安3年）〜1651年（慶安4年）、江戸に滞在していた古市左近は、休暇で京都の三位の局（古市胤子、大伯母）の元にしばらく滞在していた。その頃、利常の側室である姫君・京極殿が小松から上京してきたため、左近も同道し目的の場所まで送り届けた。京極殿と利常との男子「鶴丸（幼名：鶴松）」が早世し、その傷が癒える間なく早々に京に帰洛されたときのことである。

### 利常の死去
1658年（万治元年）10月12日、利常が逝去する。古市左近は竹田市三郎と共に江戸の前田綱利に勤仕していたが、利常の訃報を聞くと両人すぐさま小松へ馳帰り10月19日に到着した。
小松城へ上り人々に対面すると涙を流し、河合傳次を呼び寄せ「最後の務めとして、御上下（※主君から賜る衣類など）を拝領したい」と願い出た。2組の衣服を謹んで受け取ったのち、声を上げて落涙した。そのあと御霊前に参詣して拝礼と焼香を行い、2人は同時に退出した。この後すぐ竹田市三郎は小松三光寺に向かい殉死した。

### 古市左近胤重の殉死
中土居の家に戻った左近に、左近の殉死の決意を悟った前田利次から家臣2人が派遣されてきた。「加賀様（前田綱利）はまだ若く、父と祖父を失った悲愴は測りしれない。市三郎と左近を江戸の加賀様のもとに留め置かれたのも利常公のお心を汲もうという思し召しであったと思う。どうか殉死の念は断ってほしい」と懇願し、しばらくの間留まっていた。左近は一旦は殉死の考えを踏みとどまった後、利次も中土居に来たため挨拶を申し上げると、利次も安心し町宿に帰っていった。
10月29日、左近は三宅野（現在の小松市河田町）での利常の葬儀法要に加わり、御遺骸を国松寺まで送り賜った後に人々に別れを告げ、殉死（自刃）した。介錯人は小塚宗右衛門で、永訣の詩は以下である。
「不堪君恵赴黄泉。貴命攻遮時暫遷。三十四年風一時。吹開物外雪花天。」
三壷聞書には「命は義に依りて軽しと云う事誠なるかな」と記載されている。つまり大義や忠義に殉じるのであれば、自らの命を軽んじてでも行動する価値があるという武士道を表している。

### 弟・務本への相続

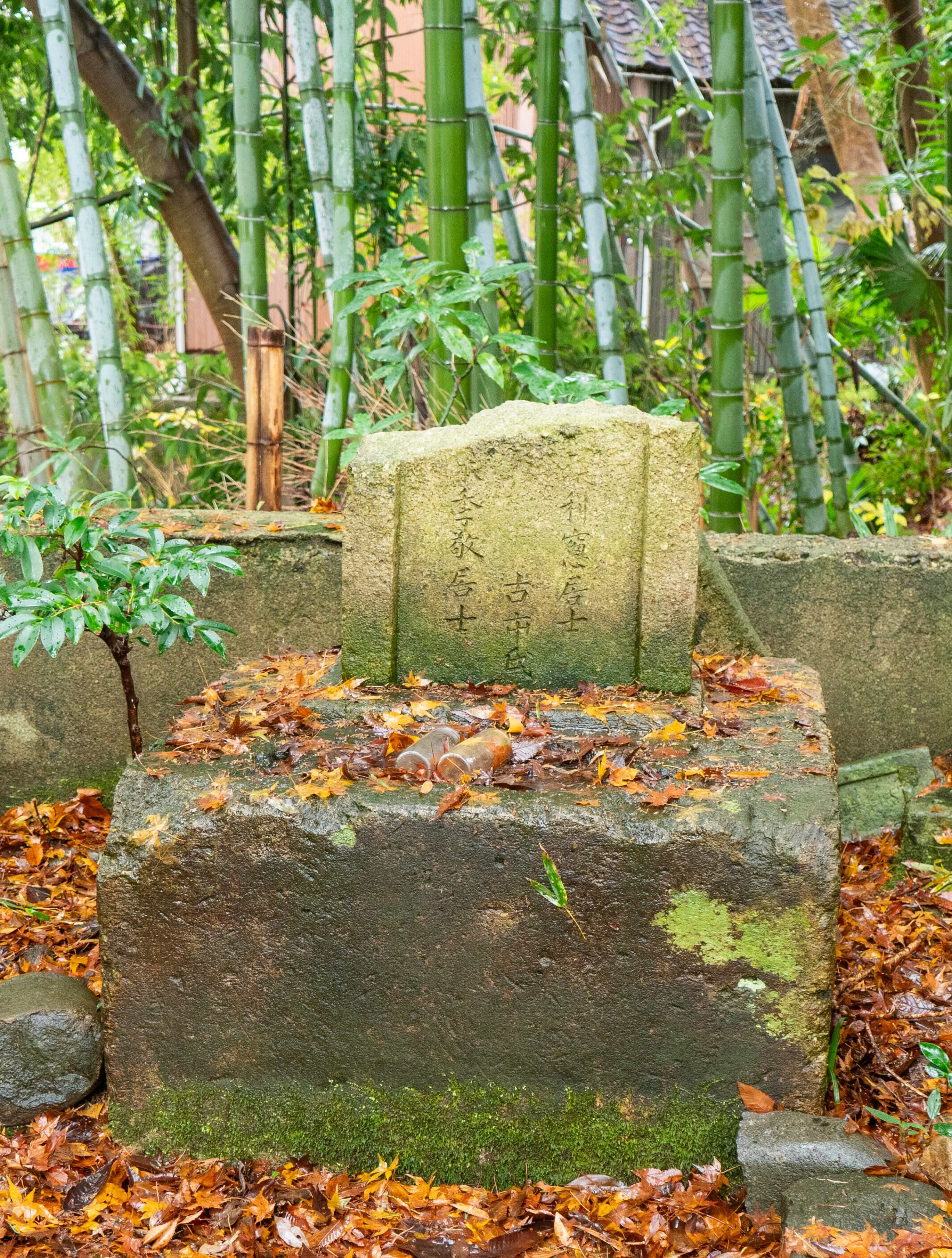
金沢市光覚寺

古市左近には嗣子がいなかったため、遺知3,630石は実弟の古市務本（胤宗・主計）が相続した。務本は1675年（延宝3年）に病没するが遺書なき故に家は断絶した。務本が住んでいた居邸（現：金沢市天神町）は揚地となる。
墓は光覚寺（金沢市）と野田山（加賀藩主前田家墓所内）の2箇所に存在する。光覚寺の墓は加賀国古市家宗家の墓所内にあるが上下半分に折れてしまっている。左近は墓石の右半分に記載されており、法号は「比周院雪岩利窓居士」である。野田山の加賀藩前田家墓所内の墓は利常公墓所の隣に存在し、同じく殉死した品川左門、堀作兵衛、原三郎左衛門、竹田市三郎と共に眠っている。